# Festival Internacional de Cine de Venecia de 2004
La 61.ª edición del Festival Internacional de Cine de Venecia tuvo lugar entre el 1 de septiembre y el 11 de septiembre de 2004. La ceremonia se abrió con la película El terminal de Steven Spielberg, y se cerró con el trabajo de Katsuhiro Otomo Steamboy. El León de Oro fue otorgada a Vera Drake, dirigida por Mike Leigh.
En esta edición del festival, se creó la Venice Days (Giornate degli autori), una nueva sección independiente con la intención de promocionar "el cine libre, nuevos talentos y nuevas historias". Esta sección está organizada por ANAC (Asociación Nacional de Autores cinematográficos de Italia) y la API (Autores y productores independientes). También en esta edición, se presentó La Historia secreta del cine italiano, con la intención de restaurar y redescubrir piezas del cine italiano que hayan sido "olvidadas, invisibles, desconocidas o minusvaloradas". Esta retrospectiva fue planteada para cuatro años. La Fondazione Prada fue el socio privado para la proyección de estas películas.

## Jurados
Las siguientes personas fueron seleccionadas para formar parte del jurado de esta edición:
Jurado de la sección oficial (Venezia 61)
- John Boorman (Reino Unido) Presidente
- Wolfgang Becker (Alemania)
- Mimmo Calopresti (Italia)
- Scarlett Johansson (EE. UU.)
- Spike Lee (EE. UU.)
- Dusan Makavejev (Serbia y Montenegro)
- Helen Mirren (Reino Unido)
- Pietro Scalia (Italia)
- Hsu Feng (Taiwán)

Horizontes (Orizzonti)
- Alfonso Cuarón (México) Presidente
- Nicolas Philibert (Francia)
- Fiorella Infascelli (Italia)

Venezia Cinema Digitale
- Mike Figgis (Reino Unido) Presidente
- Shozo Ichiyama (Japón)
- Claire Simon (Marruecos-Francia)

## Selección oficial

### En Competición
Las películas siguientes compitieron para el León de Oro:
| Título en España            | Título original        | Director(es)         | País                      |
| --------------------------- | ---------------------- | -------------------- | ------------------------- |
| Hierro 3                    | Bin-jip                | Kim Ki-duk           | Corea del Sur, Japón      |
| 5x2                         | 5x2                    | François Ozon        | Francia                   |
| Ovunque sei                 | Ovunque sei            | Michele Placido      | Italia                    |
| Reencarnación               | Birth                  | Jonathan Glazer      | EE. UU.                   |
| Café Lumière                | Kôhî jikô              | Hou Hsiao-hsien      | Japón, Taiwán             |
| Delivery                    | Delivery               | Nikos Panayotopoulos | Grecia                    |
| El castillo ambulante       | Hauru no ugoku shiro   | Hayao Miyazaki       | Japón                     |
| El intruso                  | L'intrus               | Claire Denis         | Francia                   |
| Las llaves de casa          | Le chiavi di casa      | Gianni Amelio        | Italy, France, Germany    |
| Reyes y reina               | Rois et reine          | Arnaud Desplechin    | Francia                   |
| Tierra de abundancia        | Land of Plenty         | Wim Wenders          | United States             |
| Low Life                    | Haryu insaeng          | Im Kwon-taek         | Corea del Sur             |
| Todo un invierno sin fuego  | Tout un hiver sans feu | Greg Zglinski        | Suiza                     |
| Palíndromos                 | Palindromes            | Todd Solondz         | EE. UU.                   |
| Promised Land               | Promised Land          | Amos Gitai           | Israel, Francia           |
| Remote Access               | Udalyonnyy dostup      | Svetlana Proskurina  | Rusia                     |
| Mar adentro                 | Mar adentro            | Alejandro Amenábar   | España, Francia, Italia   |
| Los niños del fin del mundo | Sag-haye velgard       | Marzieh Meshkini     | Irán, Francia, Afganistán |
| La feria de las vanidades   | Vanity Fair            | Mira Nair            | Reino Unido, EE. UU.      |
| Vera Drake                  | Vera Drake             | Mike Leigh           | Reino Unido               |
| Lavorare con lentezza       | Lavorare con lentezza  | Guido Chiesa         | Italia                    |
| El mundo                    | Shijie                 | Jia Zhangke          | China                     |

### Fuera de competición
Las películas siguientes fueron seleccionadas para ser exhibidas fuera de competición:
Largometrajes
| Título en español                                                                   | Título original                                                                     | Director(es)                                            | País                                |
| ----------------------------------------------------------------------------------- | ----------------------------------------------------------------------------------- | ------------------------------------------------------- | ----------------------------------- |
| La dama de honor                                                                    | La demoiselle d'honneur                                                             | Claude Chabrol                                          | Francia, Italia, Alemania           |
| Collateral                                                                          | Collateral                                                                          | Michael Mann                                            | EE. UU.                             |
| Eros (3 segments)                                                                   | Eros (3 segments)                                                                   | Michelangelo Antonioni, Steven Soderbergh, Wong Kar-wai | Francia, Hong Kong, Italia, EE. UU. |
| O quinto imperio                                                                    | O quinto imperio                                                                    | Manoel de Oliveira                                      | Portugal, Francia                   |
| Descubriendo Nunca Jamás                                                            | Finding Neverland                                                                   | Marc Forster                                            | EE. UU.                             |
| Come inguaiammo il cinema italiano - La vera storia di Franco e Ciccio (documental) | Come inguaiammo il cinema italiano - La vera storia di Franco e Ciccio (documental) | Daniele Ciprì, Franco Maresco                           | Italia                              |
| Amor a la italiana                                                                  | L'amore ritrovato                                                                   | Carlo Mazzacurati                                       | Italia                              |
| El mensajero del miedo                                                              | The Manchurian Candidate                                                            | Jonathan Demme                                          | EE. UU.                             |
| El mercader de Venecia                                                              | The Merchant of Venice                                                              | Michael Radford                                         | Reino Unido, Italia                 |
| Il resto di niente                                                                  | Il resto di niente                                                                  | Antonietta De Lillo                                     | Italia                              |
| Ella me odia                                                                        | She Hate Me                                                                         | Spike Lee                                               | EE. UU.                             |
| Steamboy                                                                            | Suchīmubōi                                                                          | Katsuhiro Otomo                                         | Japón                               |
| La terminal                                                                         | The terminal                                                                        | Steven Spielberg                                        | EE. UU.                             |
| Throw Down                                                                          | Rudao longhu bang                                                                   | Johnnie To                                              | Hong Kong                           |
| The Tuner                                                                           | Nastroyshchik                                                                       | Kira Muratova                                           | Russia                              |

Proyecciones especiales
| Título en español   | Título original | Año                            | País          |
| ------------------- | --------------- | ------------------------------ | ------------- |
| El espantatiburones | Shark Tale      | Victoria Jenson, Bibo Bergeron | United States |

## Horizontes (Orizzonti)
Las películas siguientes fueron seleccionadas para la sección Horizontes (Orizzonti):
Largometrajes
| Título español                     | Título original            | Director(es)      | País de producción           |
| ---------------------------------- | -------------------------- | ----------------- | ---------------------------- |
| Los tres espacios de la melancolía | Melancholian 3 huonetta    | Pirjo Honkasalo   | Finlandia, Suecia, Dinamarca |
| Agnes and His Brothers             | Agnes und seine Brüder     | Oskar Roehler     | Alemania                     |
| Ambasadori, cautam patrie          | Ambasadori, cautam patrie  | Mircea Danieluc   | Rumanía                      |
| Criminal †                         | Criminal †                 | Gregory Jacobs    | EE. UU.                      |
| La mujer de Gilles                 | La femme de Gilles         | Frédéric Fonteyne | Bélgica, Francia, Luxemburgo |
| Les petits fils                    | Les petits fils            | Ilan Duran Cohen  | Francia                      |
| Te lo leggo negli occhi            | Te lo leggo negli occhi    | Valia Santella    | Italia                       |
| Izo                                | Izo                        | Takashi Miike     | Japón                        |
| Un mundo menos peor                | Un mundo menos peor        | Alejandro Agresti | Argentina                    |
| Una canción del pasado             | A Love Song for Bobby Long | Shainee Gabel     | EE. UU.                      |
| Oscura inocencia                   | Mysterious Skin            | Gregg Araki       | EE. UU., Países Bajos        |
| Familia rodante                    | Familia rodante            | Pablo Trapero     | Argentina, España            |
| Saimir †                           | Saimir †                   | Francesco Munzi   | Italia                       |
| El niño dormido                    | L'enfant endormi           | Yasmine Kassari   | Marruecos, Bélgica           |
| Stryker                            | Stryker                    | Noam Gonick       | Canadá                       |
| La resurrección de los muertos     | Les revenants              | Robin Campillo    | Francia                      |
| Viento de tierra                   | Vento di terra             | Vincenzo Marra    | Italia                       |
| Vital''                            | Vital''                    | Shinya Tsukamoto  | Japón                        |
| Yesterday Darrell                  | Yesterday Darrell          | James Roodt       | Sudáfrica                    |
| Zulu Love Letter                   | Lettre d'amour zoulou      | Ramadam Suleman   | Sudáfrica, Francia, Alemania |

Proyecciones especiales
| Título español                                                                         | Título original                      | Director(es)      | País de producción         |
| -------------------------------------------------------------------------------------- | ------------------------------------ | ----------------- | -------------------------- |
| L’ami y’a bon (corto)                                                                  | L’ami y’a bon (corto)                | Rachid Bouchareb  | Francia, Argelia, Alemania |
| Come Back, Africa (1959)                                                               | Come Back, Africa (1959)             | Lionel Rogosin    | EE. UU.                    |
| The Hamburg Cell                                                                       | The Hamburg Cell                     | Antonia Bird      | United Kingdom             |
| Heimat 3: A Chronicle of Endings and Beginnings (6 episodios TV MiniSerie - 11h 29min) | Heimat 3 - Chronik einer Zeitenwende | Edgar Reitz       | Alemania                   |
| Música cubana (documental)                                                             | Música cubana (documental)           | German Kral       | Alemania                   |
| Tell Them Who You Are                                                                  | Tell Them Who You Are                | Mark S. Wexler    | EE. UU.                    |
| Tide Table (corto)                                                                     | Tide Table (corto)                   | William Kentridge | Sudáfrica                  |

## Corto Cortissimo
Los siguientes cortometrajes fueron exhibidas en la sección de Corto Cortissimo:
| Título original                                     | Duración | Director                 | País                |
| --------------------------------------------------- | -------- | ------------------------ | ------------------- |
| A occhi aperti                                      | 8'       | Lorenza Indovina         | Italia              |
| Agna niata                                          | 15'      | Ektoras Lyghizos         | Grecia              |
| Aïsha                                               | 12'      | Newton I. Aduaka         | Nigeria, Senegal    |
| The Arsonist                                        | 15'      | Myles Sorensen           | EE. UU.             |
| The Carpenter and his Clumsy Wife                   | 14'      | Peter Foott              | Irlanda             |
| Chamaco                                             | 12'      | Tim Parsa                | México              |
| Close                                               | 9'       | Tom Hopkins              | Irlanda             |
| La culpa del alpinista                              | 14'      | Daniel Sánchez Arévalo   | España              |
| Dim                                                 | 15'      | Ann-Kristin Wecker       | Alemania            |
| Il dio della pioggia                                | 10'      | Angelo Amoroso D'Aragona | Italia              |
| Goodbye                                             | 15'      | Steve Hudson             | Alemania            |
| Határontúl                                          | 22'      | Árpád Schilling          | Hungary             |
| Last Night                                          | 22'      | Sean Mewshaw             | EE. UU.             |
| Moustache                                           | 13'      | Vicki Sugars             | Australia           |
| Passatempo                                          | 16'      | Francesco Lagi           | Italia              |
| A piscina                                           | 16'      | Iana Joao Viana          | Portugal            |
| Rain Is Falling                                     | 14'      | Holger Ernst             | Alemania, Marruecos |
| Resurrection                                        | 9'       | Mitchell Lichtenstein    | EE. UU.             |
| Shengri                                             | 30'      | Bertrand Lee             | Singapur            |
| Signe d'appartenance                                | 30'      | Kamel Cherif             | Bélgica, Túnez      |
| Silent Companion                                    | 15'      | Elham Hosseinzade        | Irán                |
| Sous le bleu                                        | 21'      | David Oelhoffen          | Francia             |
| Srce je kos Mesa (aka The Heart Is a Piece of Meat) | 16'      | Jan Cvitkovic            | Eslovenia           |
| Streets                                             | 15'      | Jon Howe                 | Reino Unido         |
| Trofast                                             | 7'       | Trond Fausa Aurvaag      | Noruega             |
| White on Blue                                       | 20'      | Ramunas Greicius         | Lituania            |

Fuera de competición
| Título original                                     | Duración | Director                                        | País   |
| --------------------------------------------------- | -------- | ----------------------------------------------- | ------ |
| Coleridge's Couch                                   | 22'      | Angeles Woo                                     | USA    |
| Il potere sottile                                   | 32'      | Diego Ronsisvalle                               | Italia |
| Postazioni della memoria                            | 53'      | Ermanno Olmi and the students of Ipotesi Cinema | Italia |
| I gabbiani - studio su "Il gabbiano" di Anton Cecov | 80'      | Francesca Archibugi                             | Italia |
| Postazioni della memoria                            | 53'      | Ermanno Olmi and the students of Ipotesi Cinema | Italia |
| Too Short for Sky                                   | 8'       | Pappi Corsicato                                 | Italia |
| Body & Soul                                         | 30'      | Theo Eshetu                                     | Italia |
| Corpo/Immagine                                      | 30'      | Marco Puccioni                                  | Italia |

### Venezia Mezzanotte
Las películas siguientes fueron seleccionadas para la sección Venezia Mezzanotte:
| Título español               | Título original                | Director(es)                              | País de producción              |
| ---------------------------- | ------------------------------ | ----------------------------------------- | ------------------------------- |
| Perder es cuestión de método | Perder es cuestión de método   | Sergio Cabrera                            | Colombia, España                |
| Enduring Love                | Enduring Love                  | Roger Michell                             | Reino Unido                     |
| Ojos de cristal              | Occhi di cristallo             | Eros Puglielli                            | Italia                          |
| Una casa en el fin del mundo | A Home at the End of the World | Michael Mayer                             | EE. UU.                         |
| The Youth                    | Yuva                           | Mani Ratnam                               | India                           |
| El fuego de la venganza      | Man on Fire                    | Tony Scott                                | EE. UU.                         |
| Puteri Gunung Ledang         | Puteri Gunung Ledang           | Saw Teong Hin                             | Malaysia                        |
| Three... Extremes            | Saam gaang yi                  | Park Chan-Wook, Miike Takashi, Fruit Chan | Corea del Sur, Japón, Hong Kong |
| Volevo solo dormirle addosso | Volevo solo dormirle addosso   | Eugenio Cappuccio                         | Italia                          |

### Venice Digital Cinema
Esta sección está destinada a ofrecer una visión general de las nuevas posibilidades expresivas que ofrecen las tecnologías digitales.
| Título español                                                | Título original                                               | Director(es)                    | País de producción                                             |
| ------------------------------------------------------------- | ------------------------------------------------------------- | ------------------------------- | -------------------------------------------------------------- |
| 20 Fingers †                                                  | 20 angosht                                                    | Mania Akbari                    | Irán, Reino Unido                                              |
| Impermanence                                                  | Impermanence                                                  | Goutam Ghose                    | India                                                          |
| Las maletas de Tulse Luper 3. De Sark hasta el final          | The Tulse Luper Suitcases, Part 3: From Sark to the Finish    | Peter Greenaway                 | Reino Unido, Italia, España, Hungría, Países Bajos, Luxemburgo |
| Cuoco contadino (documental)                                  | Cuoco contadino (documental)                                  | Luca Guadagnino                 | Italia                                                         |
| Homecoming                                                    | Homecoming                                                    | Jon Jost                        | EE. UU.                                                        |
| Letters to Ali (documental)                                   | Letters to Ali (documental)                                   | Clara Law                       | Australia                                                      |
| [ La vita è breve ma la giornata è lunghissima]] (documental) | [ La vita è breve ma la giornata è lunghissima]] (documental) | Lucio Pellegrini, Gianni Zanasi | Italia                                                         |
| Parapalos                                                     | Parapalos                                                     | Ana Poliak                      | Argentina                                                      |
| Un silenzio particolare (documental)                          | Un silenzio particolare (documental)                          | Stefano Rulli                   | Italia                                                         |
| Marebito                                                      | Marebito                                                      | Takashi Shimizu                 | Japón                                                          |

Proyecciones especiales
| Título español                     | Título original                           | Director(es)                                           | País de producción |
| ---------------------------------- | ----------------------------------------- | ------------------------------------------------------ | ------------------ |
| N/A                                | L'ora della lucertola (documentary)       | Mimmo Calopresti                                       | Italia             |
| N/A                                | Bellissime (documentary)                  | Giovanna Gagliardo                                     | Italia             |
| Killer Shrimps †                   | Killer Shrimps †                          | Piero Golia                                            | Suiza              |
| The Take (documentary)             | The Take (documentary)                    | Avi Lewis                                              | Canadá             |
| Final Fantasy VII: Advent Children | Fainaru fantajî sebun adobento chirudoren | Tetsuya Nomura                                         | Japón              |
| Embedded                           | Embedded                                  | Tim Robbins                                            | EE. UU.            |
| N/A                                | Colpi di Luce                             | Matteo Spinola, Stefano della Casa, Francesca Calvelli | Italia             |
| Yizo Yizo                          | Yizo Yizo                                 | Angus Gibson, Andrew Dosunmu, Teboho Mahlatsi          | Sudáfrica          |

## Retrospectivas
La historia secreta del cine italiana 2
Retrospectiva sobre el cine italiano entre 1961 y 1982. Esta es la primera de las cuatro ediciones en las que el Festival italiano dedicó al cine de su país.
| Título español                       | Título original                                                      | Año  | Director(es)       |
| ------------------------------------ | -------------------------------------------------------------------- | ---- | ------------------ |
| Los cien caballeros                  | I cento cavalieri                                                    | 1961 | Vittorio Cottafavi |
| El más allá                          | ...E tu vivrai nel terrore! L'aldilà                                 | 1981 | Lucio Fulci        |
| El halcón y la presa                 | La resa dei conti                                                    | 1966 | Sergio Sollima \|  |
| Il pistolero cieco                   | Il pistolero cieco                                                   | 1972 | Ferdinando Baldi   |
| Secuestro de una mujer               | Il boss                                                              | 1973 | Fernando Di Leo    |
| Yo soy la revolución                 | Quien sabe?                                                          | 1967 | Damiano Damiani    |
| Milán, calibre 9                     | Milano calibro 9                                                     | 1972 | Fernando Di Leo    |
| Holocausto caníbal                   | Cannibal Holocaust                                                   | 1979 | Ruggero Deodato    |
| Danza macabra                        | Danza macabra                                                        | 1964 | Antonio Margheriti |
| Golpe de estado                      | Colpo di stato                                                       | 1969 | Luciano Salce      |
| Angustia de silencio                 | Non si sevizia un paperino                                           | 1972 | Lucio Fulci        |
| I fratelli Dinamite                  | I fratelli Dinamite                                                  | 1949 | Toni Pagot         |
| Il dio serpente                      | Il dio serpente                                                      | 1970 | Piero Vivarelli    |
| La venganza de Hércules              | La vendetta di Ercole                                                | 1960 | Vittorio Cottafavi |
| Con el corazón en la garganta        | Col cuore in gola                                                    | 1967 | Tinto Brass        |
| Aquel maldito tren blindado          | Quel maledetto treno blindato                                        | 1977 | Enzo G. Castellari |
| Nuestro hombre de Milán              | La mala ordina                                                       | 1972 | Fernando Di Leo    |
| Mister Scarface                      | I padroni della citta                                                | 1976 | Fernando Di Leo    |
| Violación en las aulas               | I ragazzi del massacro                                               | 1969 | Fernando Di Leo    |
| Orgasmo                              | Orgasmo                                                              | 1969 | Umberto Lenzi      |
| La perversa señora Ward              | Lo strano vizio della Signora Wardh                                  | 1970 | Sergio Martino     |
| Colpo rovente                        | Colpo rovente                                                        | 1969 | Piero Zuffi        |
| Trágica ceremonia en villa Alexander | Estratto dagli archivi segreti della polizia di una capitale europea | 1972 | Riccardo Freda     |
| La guerra de Troya                   | La guerra di Troia                                                   | 1961 | Giorgio Ferroni    |
| W, la foca                           | W, la foca                                                           | 1982 | Nando Cicero       |

Underground Italia - Shards of utopia
| Título original                                               | Año  | Director(es)                         |
| ------------------------------------------------------------- | ---- | ------------------------------------ |
| La verifica incerta (corto, colección de videos de Hollywood) | 1964 | Gianfranco Baruchello, Alberto Grifi |
| Transfert per kamera verso Virulentia (corto documental)      | 1975 | Alberto Grifi                        |
| A mosca cieca                                                 | 1966 | Romano Scavolini                     |
| Ritratto di Gianfranco Barucchello                            | 2004 | Paolo Brunatto                       |
| Ritratto di Alberto Grifi                                     | 2004 | Paolo Brunatto                       |
| Ritratto di Romano Scovolini                                  | 2004 | Paolo Brunatto                       |

## Secciones independientes

### Semana Internacional de la Crítica
Las películas siguientes fueron seleccionadas para la 19.ª Semana Internacional de la Crítica del Festival de Cine de Venecia:
| Título en España     | Título original           | Director(es)              | País      |
| -------------------- | ------------------------- | ------------------------- | --------- |
| From Land of Silence | Sakenine Sarzamine Sokoot | Saman Salur               | Irán      |
| El largo viaje       | Le Grand Voyage           | Ismaël Ferroukhi          | Francia   |
| Les liens            | Les liens                 | Aymeric Mesa-Juan         | Francia   |
| Una de dos           | Una de dos                | Alejo Hernán Taube        | Argentina |
| Otakus in Love       | Koi No Mon                | Suzuki Matsuo             | Japón     |
| To Take a Wife       | Ve Lakachta Lecha Isha    | Ronit and Shlomi Elkabetz | Israel    |
| Uninhibited          | Kuang Fang                | Leste Chen                | Taiwán    |

Proyecciones especiales
| Título original         | Director(es)                                                     | País de producción |
| ----------------------- | ---------------------------------------------------------------- | ------------------ |
| P.S.                    | Dylan Kidd                                                       | EE. UU.            |
| Butterfly               | Yan Yan Mak                                                      | China              |
| El Amor (Primera Parte) | Alejandro Fadel, Martin Mauregui, Santiago Mitre, Juan Schnitman | Argentina          |

### Venice Days
Las películas siguientes fueron seleccionadas para la primera edición de la sección de Venice Days (Giornate degli Autori):
| Título español                      | Título original           | Director(es)           | País de producción                      |
| ----------------------------------- | ------------------------- | ---------------------- | --------------------------------------- |
| 4                                   | 4                         | Ilya Khrzhanovsky      | Rusia, Países Bajos                     |
| Caro Vittorio (corto)               | Caro Vittorio (corto)     | Marco Risi             | Italia                                  |
| Nemmeno il destino                  | Nemmeno il destino        | Daniele Gaglianone     | Italia                                  |
| La pesadilla de Darwin (documental) | Darwin's Nightmare        | Hubert Sauper          | Austria, Bélgica, Francia, Alemania     |
| Dead Man's Shoes                    | Dead Man's Shoes          | Shane Meadows          | Reino Unido                             |
| Il giorno del falco                 | Il giorno del falco       | Rodolfo Bisatti        | Italia                                  |
| L'imperatore di Roma                | L'imperatore di Roma      | Nico D'Alessandria     | Italia                                  |
| In Kurdistan e' difficile           | In Kurdistan e' difficile | Giuliana Gamba         | Italia                                  |
| Morasseix                           | Morasseix                 | Damien Odoul           | Francia                                 |
| La costa de los susurros            | A costa dos murmúrios     | Margarida Cardoso      | Portugal                                |
| Now and Then                        | L'oeil de l'autre         | John Lvoff             | France                                  |
| Strings                             | Strings                   | Anders Rønnow Klarlund | Dinamarca, Suecia, Noruega, Reino Unido |
| Suburbs                             | Predmestje                | Vinko Möderndorfer     | Eslovenia                               |
| Sweet Jam                           | Confituur                 | Lieven Debrauwer       | Bélgica, Suiza                          |
| Tartarughe sul dorso                | Tartarughe sul dorso      | Stefano Pasetto        | Italia                                  |

## Premios

### Sección oficial-Venecia 61
Las siguientes películas fueron premiadas en el festival:
- León de Oro a la mejor película: Vera Drake de Mike Leigh
- León de Plata a la mejor dirección: Hierro 3 de Kim Ki-duk
- Premio especial del Jurado: Mar adentro de Alejandro Amenábar
- Copa Volpi al mejor actor: Javier Bardem por Mar adentro
- Copa Volpi a la mejor actriz: Imelda Staunton por Vera Drake
- Premio Marcello Mastroianni al mejor actor o actriz revelación: Tommaso Ramenghi y Marco Luisi por Lavorare con lentezza
- Premio Osella:  Studio Ghibli por El castillo ambulante

Premios especiales
- León de Oro a la trayectoria: Manoel de Oliveira y Stanley Donen

Horizontes - 'Premio Orizonti' 
- Premio Orizzonti a la mejor película: Les petits fils de Ilan Duran Cohen

Mención especial: Viento de tierra de Vincenzo Marra
Premio Digital Cinema
- 20 Fingers (20 angosht) de Mania Akbari

Mención especial: La vita è breve ma la giornata è lunghissima de Gianni Zanasi and Lucio Pellegrini
Corto Cortissimo
- Léon de plata al mejor cortometraje: Signe d'appartenence de Kamel Cherif

Mención especial: The Carpenter and His Clumsy Wife de Peter Foot
- Premio UIP al mejor corto europeo: Goodbye de Steve Hudson

### Secciones independientes
Las siguientes películas fueron premiadas en las secciones independientes:
Semana Internacional de la Crítica
- Premio Luigi de Laurentis a la mejor película de debut: Le Grand Voyage de Ismaël Ferroukhi y Humbert Balsan

Mención especial:  Saimir de Francesco Munzi

### Otros premios
Las siguientes películas fueron premiadas en otros premios de la edición: 
- Premio FIPRESCI
  - Mejor película (Sección oficial): Hierro 3 de Kim Ki-duk
  - Mejor película (Horizontes): Viento de tierra de Vincenzo Marra
- Premio SIGNIS: Tout un hiver sans feu de Greg Zglinski

Mención especial: Hierro 3 de Kim Ki-duk
- Premio C.I.C.A.E.: La mujer de Gilles de Frédéric Fonteyne
- Premio UNICEF: Dom durakov de Andrei Konchalovsky
- Premio UNESCO: Tierra de abundancia de Wim Wenders
- Premio Pasinetti:
  - Mejor película : Las llaves de casa de Gianni Amelio
  - Mejor actor: Kim Rossi Stuart por Las llaves de casa
  - Mejor actriz: Valeria Bruni Tedeschi de 5x2
- Premio de la audienciaː To Take a Wife de Ronit Elkabetz y Shlomi Elkabetz
- Premio Isvemaː To Take a Wife de Ronit Elkabetz y Shlomi Elkabetz
- Premio FEDIC: Volevo solo dormirle addosso de Eugenio Cappuccio
- Pequeño León de Oro: Hierro 3 de Kim Ki-duk
- Premio Label Cines Europa: La pesadilla de Darwin  de Hubert Sauper
- Premio Cine joven: 
  - Mejor película internacional: Mar adentro de Alejandro Amenábar
  - Mejor película italiana: Nemmeno il destino de Daniele Gaglianone
  - Premio digital:  Un silenzio particolare de Stefano Rulli
- Premio "Lino Miccichè": Nemmeno il destino de Daniele Gaglianone)
- Premio abierto: Los niños del fin del mundo de Marzieh Meshkini
- Premio Lina Mangiacapre: Los tres espacios de la melancolía de Pirjo Honkasalo
- Premio Future Film Festival Digital: Collateral de Michael Mann
- Premio Laterna Magica: Descubriendo Nunca Jamás de Marc Forster
- Premio Sergio Trasatti: Las llaves de casa de Gianni Amelio
- Premio 'CinemAvvenire': 
  - Mejor película en competición: Un mundo menos peor de Alejandro Agresti
  - Cine por la paz: Jeruzalemski sindrom de Jakov Sedlar
- Premio a los derechos humanos: Los tres espacios de la melancolía de Pirjo Honkasalo
- Premio EIUC: Yesterday de Darrell Roodt

Mención especial: Los tres espacios de la melancolía de Pirjo Honkasalo
- Premio Special Director: Hierro 3 de Kim Ki-duk
- Premio especial Pasinetti: Viento de tierra de Vincenzo Marra